# Мазо ди Банко
Мазо ди Банко (итал. Maso di Banco; работал в 1330—1350-х годах) — живописец итальянского проторенессанса флорентийской школы. «Джоттеск» — один из наиболее последовательных наследников Джотто ди Бондоне. Биографические сведения о нём крайне скудны, не сохранились даже подписанные и датированные произведения; его творчество реконструировано путём атрибуции некоторых стилистически близких произведений.
Флорентийский скульптор Нанни ди Банко не имеет отношения к Мазо ди Банко.

## Жизнь и творчество. Проблемы атрибуции произведений
Джорджо Вазари в «Жизнеописаниях наиболее знаменитых живописцев ваятелей и зодчих» (1568) не оставил биографии Мазо ди Банко. Среди учеников Джотто Вазари упоминает только некоего «Мазо, прозванного Джоттино», художника, который был то ли сыном Стефано, то ли сыном самого Джотто; при этом Вазари ссылается на Лоренцо Гиберти и на Доменико Гирландайо, воспоминания которого до нас не дошли. Сохранились литературные труды Лоренцо Гиберти (1378—1455), который в своих «Комментариях» называя Мазо «человеком выдающихся талантов», сообщает, что художник создал цикл фресок в церкви Санта-Кроче и был не только прославленным живописцем, но и скульптором, оставившим после себя много учеников. Однако Джорджо Вазари приписал эти фрески художнику Стефано. Возникшая путаница из трёх имён — Мазо, Стефано и Джоттино длительное время не позволяла учёным определить, кто из них что создал. Американский историк искусства Ричард Оффнер в опубликованной в 1929 году работе «Четыре картины, фреска и проблема» смог определить фигуру Мазо ди Банко и конкретизировать его манеру и сформировать каталог предполагаемых произведений. Роберто Лонги в 1951 году идентифицировал «Стефано» с художником Пуччо Капанна. Таким образом, недоразумение было разрешено.
Положительная характеристика, данная Гиберти Мазо ди Банко, подтверждается другим источником XIV века: в записи о проведённой в 1392 году реставрации фрески «Несение креста» в церкви Сан-Пьер-Маджоре (Флоренция) Мазо называют «grande maestro», то есть выдающимся мастером. Знаток старинной итальянской живописи Роберто Лонги, описывая «тонкую хроматическую светоносность» его произведений, называет Мазо «Пьеро делла Франческа эпохи Джотто» и считает, что художник шёл впереди современных ему достижений школы Джотто, создавая своим искусством импульс, который определил творчество его современников — Бернардо Дадди и Таддео Гадди. Филиппо Виллани (1997) характеризует его как самого тонкого и прекрасного живописца из окружения Джотто ди Бондоне. С такой точкой зрения не согласен Карло Вольпе (1983), считающий, что Мазо находился в тени других учеников Джотто. Несмотря на то, что большинство исследователей считают Мазо ди Банко художником, занимающим особое место среди учеников Джотто и сыгравшим большую роль в формировании Таддео Гадди, Бернардо Дадди, Джоттино, Пуччо ди Симоне, Джованни да Милано, Джусто де Менабуои и Нардо ди Чоне, дискуссия о его роли в истории живописи не завершена.
По мнению всех исследователей, формирование художника происходило в мастерской Джотто, а итальянский историк Марио Сальми считает, что он принимал участие в росписях капеллы Барди в церкви Санта-Кроче во Флоренции в качестве помощника Джотто. В архивных источниках сохранилось очень мало упоминаний имени Мазо ди Банко. Самый ранний документ позволяет сделать допущение, что Мазо был членом «Гильдии медиков и аптекарей» (Arte dei Medici e Speziali), в которую в начале XIV века стали принимать живописцев ещё до 1328 года. В 1341 году он был вовлечён в судебную тяжбу с могущественным семейством Барди, которая привела к описи его имущества (в списке арестованного имущества упоминаются его картины «Мадонна с младенцем», «Св. Иоанн Креститель» и «Св. Франциск»). В 1346 году он вновь упоминается в списках Гильдии медиков и аптекарей, а в 1350 году его имя в последний раз упоминается в списках Братства живописцев Святого Луки. Несмотря на эту последнюю запись, некоторые исследователи считают, что Мазо скончался во время страшной эпидемии чумы, свирепствовавшей в Италии 1348 году.

## Произведения
Главное произведение художника — фресковый цикл, посвященный истории Святого Сильвестра в капелле Барди ди Вернио флорентийской церкви Санта-Кроче (Святого Креста). Менее значительны фрески, которые художник совместно с помощниками написал в Неаполе, в капелле Святой Варвары в Кастельнуово (1329—1332) Мазо также приписывают несколько фресковых росписей в разных церквях, в частности «Коронование Девы», написанное в люнете контрфасада (интерьера) церкви Санта-Кроче, и «Принесение Ираклием креста в Иерусалим» в церкви Сан Франческо в Пистое. На основании стилевого анализа этих росписей художнику был приписан ряд произведений: два полиптихa — один из церкви Санто-Спирито, второй полиптих (разрозненный: от него сохранились всего две панели), и триптих, створки которого хранятся в трёх разных музеях.
Полиптих из церкви Санто-Спирито сохранился почти полностью (отсутствует только рама и пинакли — навершия). Он состоит из пяти частей: в центре изображена Мадонна с Младенцем, по сторонам от Неё святые Мария Магдалина, Андрей, Юлиан и Екатерина Александрийская. Произведение датируют «около1340 года». Другой пятичастный полиптих, созданный около 1335 года, от которого в начале XX века оставались всего четыре панели, ранее хранился в Музее Кайзера Фридриха в Берлине. Его определил как работу Мазо ди Банко известный специалист по старинному искусству Миклош Босковиц. Одна из его частей «Святой Антоний Падуанский» в 1921 году была продана коллекционеру Хаттону, две другие — «Иоанн Креститель» и «Святой Антоний Аббат» погибли во время Второй мировой войны, центральная панель «Мадонна с Младенцем» ныне находится в Берлине (Государственные музеи). Сохранились чёрно-белые фотографии, на которых можно видеть, каковы были художественные особенности этого полиптиха. Не трудно заметить, что жесты персонажей образовывали ряд параллельных диагоналей, прочерченных справа налево. В отличие от старых полиптихов, на которых святые изображались фронтально, с взглядами, обращёнными на зрителя, Святой Антоний Падуанский написан так, словно он смотрит на Мадонну, и образует с ней целостную композицию. Исследователи также отмечают тиснёный орнамент, который покрывает края каждой картины по периметру, и полагают, что рама этого полиптиха была необычной, по всей вероятности она была довольно тонкой, не нарушающей изобразительное пространство полиптиха вертикалями разделяющих колонок.
- Полиптих из церкви Санто-Спирито, Флоренция. Ок. 1340. Дерево, темпера, золочение
- Полиптих из Музея Боде, Берлин. Ок. 1335. Реконструкция
- Св. Антоний Падуанский. 1335. Дерево, темпера, золочение. Метрополитен-музей, Нью-Йорк
- Коронование Девы. Левая часть триптиха. Дерево, темпера, золочение. Музей изобразительных искусств, Будапешт
- Дева Мария, спускающая с небес пояс Святому Фоме. 1337—1339. Дерево, темпера, золочение. Государственные музеи, Берлин
- Успение Марии. Правая часть триптиха. Ок. 1335. Дерево, темпера, золочение. Музей Конде, Шантийи

Средних размеров триптих, части которого хранятся в трёх разных музеях, был определён как произведение Мазо Миклошем Босковицем; он же отнёс создание триптиха к концу 1330 годов (приблизительно 1337—1339). Предположительно этот триптих когда-то находился в алтаре капеллы Святого пояса (Cappella del Sacro Cingolo) в соборе Святого Стефана города Прато. На его центральной панели изображена «Мария, спускающая с небес пояс Святому Фоме» (52,2 х 23 см; Берлин, Государственные музеи), эпизод, отражающий ещё один вариант неверия Фомы, на сей раз не поверившего в вознесение Девы Марии на небо после смерти, и получившего в доказательство Её пояс. На левой панели триптиха изображено «Коронование Девы» (51,2х51,7 см; Музей изобразительных искусств, Будапешт), на правой «Успение Марии» (44 х 48 см; Музей Конде, Шантийи). Не трудно заметить, что композиционная схема состоит из трёх эллипсов — одного вертикального в виде мандорлы, окружающей Деву Марию, и двух, образованных ангелами слева, и группой фигур, оплакивающих Марию справа.
Кроме этого Мазо ди Банко приписывают большой алтарный образ — «Мадонну с Младенцем на троне, с четырьмя ангелами, апостолом Матфеем и Святым Георгием» — так называемая Маэста («Величание Богоматери»; ок. 1336 г., церковь Сан-Джорджо-а-Рубалла, Баньо-а-Риполи, Флоренция; атрибуция принадлежит Карло Вольпе). Несмотря на то, что Л. Беллози позднее приписал это произведение кисти молодого Орканьи, исследователи отмечают тесную связь между другими работами Мазо и «Маэста» из Сан-Джорджо-а-Рубалла, в частности обращают внимание на схожесть типажа лица Мадонны из Рубалла и Мадонны из Берлина. В нижней части картины можно видеть донатора; по мнению исследователей это портрет викария Бартоломео, исполнителя последней воли Гвалтьери деи Барди, согласно завещанию которого Мазо ди Банко расписал капеллу в церкви Санта-Кроче. В пользу этой версии может говорить и тот факт, что церковь, из которой происходит алтарный образ Маэста находится в поселении, расположенном на землях, принадлежавших семейству Барди.
Работе Мазо ди Банко приписывают также несколько малых триптихов-складней, изготовление которых, по мнению исследователей, художник наладил вместе с Бернардо Дадди: «Мадонна со святыми и эпизодами из жизни Христа» (Музей искусства, Бруклин), «Мадонна на троне со святыми, Распятием, и Рождеством» (Детройт, Институт искусств), «Мадонна с младенцем и святыми» (Музей Бонна, Байонна, Франция). Основываясь на сообщении Лоренцо Гиберти часть исследователей приписывает Мазо некоторые скульптуры: «Моисей», «Пророк», и нескольких рельефов, снятых с флорентийской Кампанилы — все они хранятся в Музее произведений искусства Флорентийского собора.
- Мадонна с младенцем на троне со св. Матфеем и Георгием. ц. Сан Джорджо а Рубалла, Баньо а Риполи, Флоренция.
- Мадонна со святыми и эпизодами из жизни Христа. Музей Бруклина, Нью-Йорк
- Мадонна на троне со святыми, Распятием и Рождеством. Детройт, Институт искусств.
- Мадонна с младенцем и святыми. Музей Бонна, Байонна, Франция

## Фрески капеллы Барди ди Вернио в церкви Санта-Кроче
Капелла Барди ди Вернио принадлежит к тем десяти семейным капеллам, которые были построены между 1295 и 1310 годами во флорентийской церкви Санта-Кроче. В XIV веке она принадлежала одной из ветвей семейства Барди — Барди ди Мангона (названа по имени принадлежавшего семье замка в Мангоне). Под патронат Барди ди Вернио капелла переходит только в 1602 году. Время заказа росписей и дата их окончания точно не определены. Согласно Нери Лузанна (1998) заказчиком росписей является умерший в 1336 году Гвалтьери деи Барди; живописные работы начинаются в 1336 году, а завершаются в 1337 году. Роберто Барталини (2000) приводит веские аргументы, что заказчиком мог быть старший из трёх сыновей Гвалтьери — Андреа, а фрески были заказаны ещё до 1335 года.
Живописная программа посвящена святым исповедникам и житию Святого Сильвестра (Папа римский с 314 по 335 год); она основывается на «Золотой легенде» Иакова Ворагинского. Простенки и откосы окон расписаны изображениями Святого епископа Ромула — покровителя Фьезоле, Святого Зиновия Флорентийского — покровителя Флоренции, святых Сильвестра, Константина, Траяна, Григория Великого, Грациана, Амвросия и аллегориями добродетелей.
- Константин отказывается от купания в крови невинных младенцев
- Святые Пётр и Павел являются императору Константину во сне
- Святой Сильвестр крестит императора Константина
- Чудо с быком. Деталь
- Чудо с драконом

Цикл Истории Святого Сильвестра начинается со сцены «Константин отказывается от купания в крови невинных младенцев» с частично утраченной росписью. Затем следует фреска «Святые Пётр и Павел являются императору Константину во сне». Согласно Иакову Ворагинскому, император страдал от проказы, лечить которую ему предлагали купанием в крови невинных младенцев; явившиеся во сне апостолы Пётр и Павел посоветовали Константину вернуть в Рим скрывавшегося на горе Соракт Сильвестра, чтобы тот избавил от болезни. От фрески с возвращением Святого Сильвестра в Рим почти ничего не осталось. На правой стене изображена встреча императора и папы Сильвестра; последний показывает императору Константину икону, на которой тот узнаёт апостолов Петра и Павла, посетивших его во сне, принимает обряд крещения и получает исцеление. Небесная благодать, нисходящая на Константина при крещении и излечившая его, изображена в виде голубя и лучей небесного света. Ниже расположена фреска «Чудо с быком». Когда император Константин и его мать Елена созвали книжников из Иудеи для диспута об истинности Бога, один из них убивает быка, шепнув ему на ухо всего одно слово. Святой Сильвестр воскрешает быка к всеобщему удивлению и ликованию.
- Святой Сильвестр завязывает пасть дракону
- Святой Сильвестр воскрешает магов
- Чудо с драконом. Деталь
- Таддео Гадди и Мазо ди Банко. Положение во гроб
- Страшный суд. Явление Спасителя

В заключение цикла изображено «Чудо с драконом», который, согласно тексту «Золотой легенды», был столь зловонен, что от его смрада гибли люди. Языческий жрец попросил Сильвестра расправиться с чудовищем. Папа, сопровождаемый двумя священниками и двумя магами, завязывает дракону его ядовитую пасть. Два мага почти мертвы от ужасающего смрада, но святой возвращает их к жизни (они изображены дважды — мёртвыми и живыми). Событие происходит на фоне руин античной архитектуры. Груды мраморных обломков служат напоминанием о ниспровергнутом (благодаря деятельности святого) языческом античном мире, а аркада и колонны — о его былой красоте и величии. Эта фреска несколько «выпадает» из эстетики Джотто, последователем которого был Мазо ди Банко, предпочитавшего целостные, исполненные гармонической завершённости образы.
Главной темой этих росписей, как и других средневековых циклов, посвящённых христианским святым, является прославление их мужества и доблести (virtus). Причём в этих фресках явственно проступает главенствующая роль папы и преобладание духовной власти над светской, но без аллюзии к конкретным событиям того времени. Исследователи отмечают способность художника соединить живописные планы, изобразительное пространство и фигуры в однородное целое. Композиционная ясность достигается за счёт равновесия фигур и архитектурного фона; это наводит на мысль, что в своей работе мастер был хорошо знаком с фресками капеллы Барди флорентийской церкви Санта-Кроче работы Джотто (1320—1328). Экспрессия сюжетных сцен подчёркивается мастерским использованием светотени.
В капелле расположены два надгробия, роскошное убранство которых было необычно для того времени. Над каждым из них высится мраморный киворий, внутри которого помещается расписная ниша. На фреске, изображённой в большом надгробии, покойный восстаёт из находящегося рядом гроба на фоне безлюдного горного ландшафта — место грядущего Страшного суда. Христос в мандорле окружён шестью ангелами, двое из которых трубят, возвещая наступление Страшного суда, а четверо демонстрируют орудия Страстей и крест. Авторство этой фрески точно не определено, хотя ряд исследователей считают её работой Мазо ди Банко. Другая, меньшая надгробная ниша, по мнению экспертов, расписана Мазо совместно с Таддео Гадди (последнему принадлежит сцена «Положение во гроб», а Мазо — святые на боковых стенках ниши).